# Wendy Trott
Wendy Anne Trott (Johannesburg, 14 februari 1990) is een Zuid-Afrikaanse zwemster. Ze vertegenwoordigde haar vaderland op de Olympische Zomerspelen 2008 in Peking.

## Carrière
Bij haar internationale debuut, op de wereldkampioenschappen kortebaanzwemmen 2004 in Indianapolis, eindigde Trott als twaalfde op de 800 meter vrije slag, op de 200 meter rugslag strandde ze in de series.
Op de Gemenebestspelen 2006 in Melbourne eindigde de Zuid-Afrikaanse als vijfde op de 800 meter vrije slag, op zowel de 400 meter vrije slag als de 400 meter wisselslag werd ze uitgeschakeld in de series. Op de 4x200 meter vrije slag eindigde ze samen met Leone Vorster, Kirsten Van Heerden en Marielle Rogers op de vijfde plaats.
In Melbourne nam Trott deel aan de wereldkampioenschappen zwemmen 2007. Op dit toernooi eindigde ze als zevende op de 800 meter vrije slag, daarnaast strandde ze in de series van zowel de 200 als de 400 meter vrije slag. Samen met Karin Prinsloo, Suzaan van Biljon en Keri Shaw werd ze uitgeschakeld in de series van de 4x100 meter wisselslag.
Tijdens de Olympische Zomerspelen van 2008 in Peking strandde de Zuid-Afrikaanse in de series van zowel de 400 als de 800 meter vrije slag. Op de 4x100 meter vrije slag werd ze samen met Melissa Corfe, Amanda Loots en Kathryn Meaklim uitgeschakeld in de series.

### 2009-heden
Op de wereldkampioenschappen zwemmen 2009 in Rome eindigde Trott als zesde op de 1500 meter vrije slag en als achtste op de 800 meter vrije slag, daarnaast strandde ze in de series van de 400 meter vrije slag.
In Delhi nam de Zuid-Afrikaanse deel aan de Gemenebestspelen 2010, op dit toernooi veroverde ze de zilveren medaille op de 800 meter vrije slag en eindigde ze als zevende op de 400 meter vrije slag.
Tijdens de wereldkampioenschappen zwemmen 2011 in Shanghai eindigde Trott als zesde op de 1500 meter vrije slag en als zevende op de 800 meter vrije slag, daarnaast werd ze uitgeschakeld in de series van de 400 meter vrije slag.

## Internationale toernooien
| Jaar | Olympische Spelen                                            | WK langebaan                                                                     | WK kortebaan                         | PanPacs       | Gemenebestspelen                                                               |
| ---- | ------------------------------------------------------------ | -------------------------------------------------------------------------------- | ------------------------------------ | ------------- | ------------------------------------------------------------------------------ |
| 2004 | geen deelname                                                |                                                                                  | 12e 800m vrije slag 21e 200m rugslag |               |                                                                                |
| 2005 |                                                              | geen deelname                                                                    |                                      |               |                                                                                |
| 2006 |                                                              |                                                                                  | geen deelname                        | geen deelname | 9e 400m vrije slag 5e 800m vrije slag 10e 400m wisselslag 5e 4x200m vrije slag |
| 2007 |                                                              | 36e 200m vrije slag 19e 400m vrije slag 7e 800m vrije slag 16e 4x100m wisselslag |                                      |               |                                                                                |
| 2008 | 12e 400m vrije slag 9e 800m vrije slag 15e 4x100m vrije slag |                                                                                  | geen deelname                        |               |                                                                                |
| 2009 |                                                              | 15e 400m vrije slag 8e 800m vrije slag 6e 1500m vrije slag                       |                                      |               |                                                                                |
| 2010 |                                                              |                                                                                  | geen deelname                        | geen deelname | 7e 400m vrije slag · 800m vrije slag                                           |
| 2011 |                                                              | 18e 400m vrije slag 7e 800m vrije slag 6e 1500m vrije slag                       |                                      |               |                                                                                |

## Persoonlijke records
Bijgewerkt tot en met 25 juli 2011

### Kortebaan
| Afstand         | Tijd    | Datum            | Plaats |
| --------------- | ------- | ---------------- | ------ |
| 400m vrije slag | 4.12,22 | 13 november 2005 | Durban |
| 800m vrije slag | 8.33,36 | 11 november 2005 | Durban |

### Langebaan
| Afstand          | Tijd     | Datum            | Plaats   |
| ---------------- | -------- | ---------------- | -------- |
| 400m vrije slag  | 04.08,38 | 10 augustus 2008 | Peking   |
| 800m vrije slag  | 08.26,21 | 14 augustus 2008 | Peking   |
| 1500m vrije slag | 16.05,63 | 25 juli 2011     | Shanghai |